# Hamed Afagh
Hamed Afagh Eslamieh (anhörenⓘ; * 1. Februar 1983 in Maschhad; persisch حامد آفاق اسلامیه) ist ein iranischer Basketballspieler und Teilnehmer der Olympischen Sommerspiele 2008 in Peking.
Als professioneller Basketballer spielt er für Saba Battery Tehran BC und die iranische Basketballnationalmannschaft.